# Curdin Perl

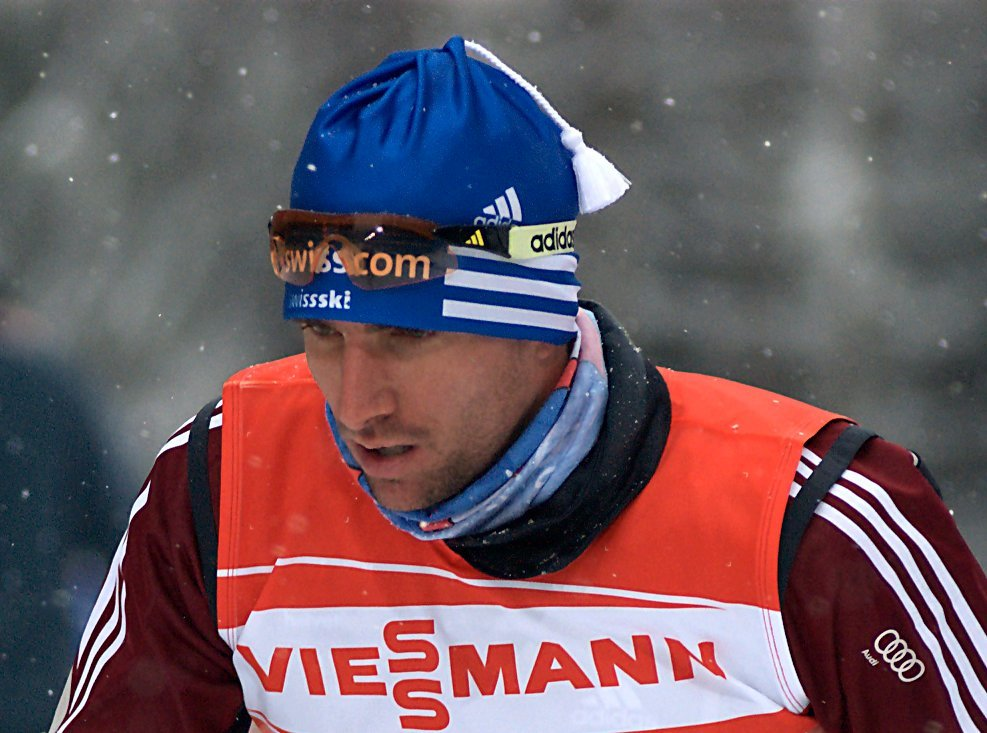
Curdin Perl 2010

Curdin Perl, född den 15 november 1984, är en schweizisk längdåkare som tävlat i världscupen sedan 2005.
Perl deltog vid VM 2007 där han slutade på plats 30 i dubbeljakten över 30 kilometer samt på 28:e plats på 15 km fritt. Han var vidare med vid VM 2009 då han bara deltog individuellt i masstarten över 50 km och blev då 26:a. 
Under 2010 representerade han Schweiz vid Olympiska vinterspelen där han slutade på 17:e plats på 15 km fritt samt 20:e i dubbeljakten. 
Hans stora genombrott kom vid Tour de Ski 2010/2011 då han blev fyra totalt. Han ingick även tillsammans med Toni Livers, Dario Cologna och Remo Fischer i det stafettlag som vann världscuptävlingen i franska La Clusaz.